# Gurio Lamanna

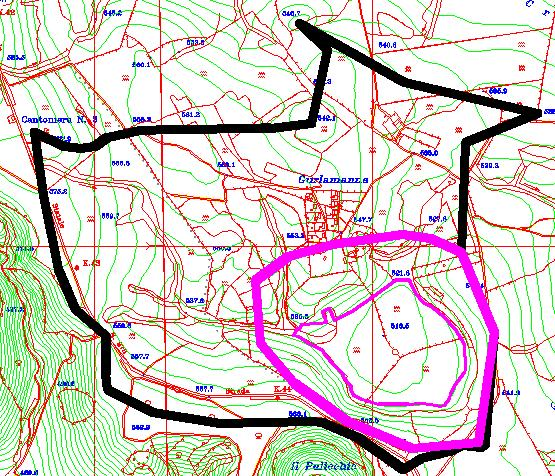
Abbozzo del bacino idrografico di cui Gurio Lamanna è il punto di chiusura.

Il bacino carsico di Gurio Lamanna (chiamato anche, impropriamente, Gurlamanna) è una forma carsica a forma di stemma situata nell'altopiano delle Murge e ricadente nel comune di Gravina in Puglia, al confine con Altamura. É "una delle più grandi cavità carsiche murgiane" ed è situata nelle immediate vicinanze del Pulicchio di Gravina e della grave Tre Paduli. A seconda del tipo di classificazione geomorfologica e dell'autore che l'ha proposta, la forma carsica può essere definita dolina oppure "bacino carsico".
È tradizionalmente chiamata "bacino carsico", seguendo la proposta di Colamonico che per primo la studiò, e intravide nella notevole estensione un buon motivo per differenziarla da una generica dolina. La definizione di "bacino carsico", utilizzata da Colamonico, è stata introdotta da Renato Biasutti. Colamonico definì Gurio Lamanna "uno dei meglio determinati bacini carsici murgiani".

## Caratteristiche e dimensioni
La dolina ha un perimetro esterno di oltre tre chilometri, una larghezza media di circa 900 metri e un dislivello massimo di 38 metri. Copre un'area di 680.000 metri quadrati. Le pareti hanno una pendenza lieve in confronto con il vicino Pulicchio di Gravina. Il fondo della dolina è piatto "come una tavola"; una tale distesa così piatta è assai rara nel paesaggio brullo e stepposo e quasi dappertutto collinare delle Murge. Da questo punto di vista potrebbe essere accomunata alla piana di Pescariello (Altamura), ben più ampia e anch'essa di origine carsica.
La dolina è dotata di un inghiottitoio nel quale finisce parte dell'acqua di pioggia raccolta nel relativo bacino idrografico.

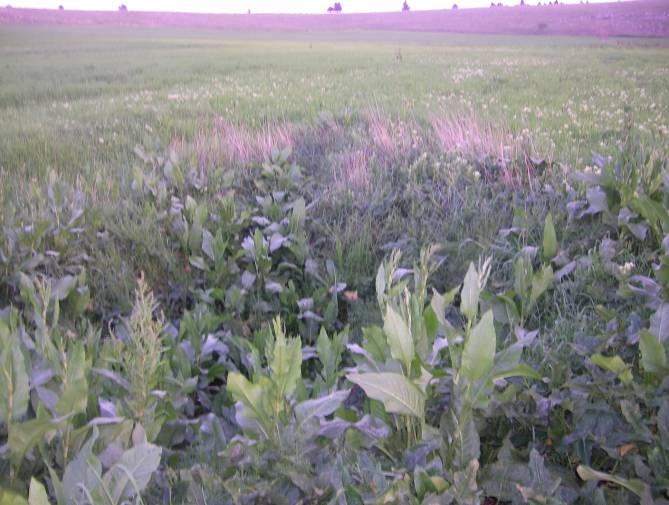
Inghiottitoio.

L'intera area piatta contiene un notevole strato di terreno fertile, conseguenza della millenaria erosione alluvionale e che viene proficuamente coltivato assieme a quello della vicina grave Tre Paduli. Anche da questo punto di vista l'area in questione si differenzia da quella pietrosa, arida e difficilmente coltivabile tipica delle Murge.
Durante gli acquazzoni la dolina si riempie di una "enorme" quantità di pioggia, che viene smaltita in parte dall'inghiottitoio e in parte dalle stesse pareti della conca. L'acqua viene assorbita nel giro di pochissimo tempo, di solito poche ore. L'acqua rimane più a lungo nella zona centrale, che è anche la più bassa, dove, ai tempi di Colamonico (1917), era presente un'alberata e una fossa per l'acqua, mentre oggi si trova un votano.

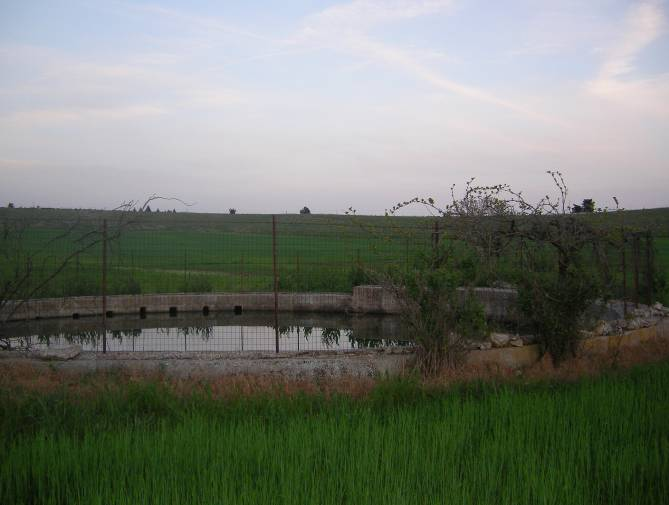
Votano.

## Storia
La forma carsica era pressoché sconosciuta tra gli studiosi fino al primo studio pubblicato da Colamonico nel 1917. Prima di Colamonico è citata solo da F. Virgilio (1900), che la chiama semplicemente "Gurio".

## Etimologia
Colamonico è il primo a chiamarla con il nome odierno. Egli notò che sulle cartine dell'Istituto Geografico Militare dell'epoca era riportato impropriamente come "Masseria Crocetta" un intero complesso di case prospiciente alla dolina, conosciuto invece con il nome di "Masseria Gurio Lamanna". Colamonico identificò il vero nome della masseria (ossia "Masseria Gurio Lamanna") e attribuì il nome "Gurio Lamanna" alla dolina. A conferma dell'esattezza dell'intuizione di Colamonico, si noti che la parola gurio è utilizzata nel territorio delle Murge per indicare una voragine a fondo pianeggiante in cui finiscono le acque di pioggia di un vasto bacino idrografico.

## Origine ed evoluzione
L'origine del bacino carsico di Gurio Lamanna non può che essere di natura carsica. L'acqua proveniente dal relativo bacino idrografico ha lentamente eroso (secondo la solita doppia azione meccanica e chimica dei fenomeni carsici) l'area, generando l'estesa area piatta colma di terreno fertile che oggi si vede.
Colamonico ipotizza anche che potrebbe esserci stato un iniziale avvallamento in direzione (NW-SE) di origini tettoniche nell'area odierna. Pur ammetterndo l'avvallamento assai probabile, egli fa notare che le dimensioni odierne non sarebbero mai state raggiunte se non ci fosse stata la doppia azione erosiva dell'acqua tipica del carsismo.
L'acqua di pioggia giunge principalmente da due lame, una a NW e una a NE. Entrambe le lame hanno contribuito al fenomeno erosivo, sebbene la lama a NW abbia contribuito maggiormente della lama a NE. L'opera di erosione è avvenuta principalmente (e avviene tuttora) a spese dei calcari di NNW, situati tra le due lame, pertanto il bacino carsico si sarebbe esteso (e si starebbe ancora estendendo) in direzione NNW.

## Curiosità
- Nelle cartine dell'Istituto Geografico Militare della fine dell'Ottocento (subito dopo l'Unità d'Italia), non era riportato nessun nome per la dolina, mentre la vicina masseria Gurio Lamanna era impropriamente denominata "Masseria La Crocetta".[1] L'errore fu corretto nelle edizioni successive.
- A ridosso della dolina ci sono i ruderi di una vecchia scuola elementare del Novecento a classi miste (adulti e bambini).